# Ле-Пон-де-Се
Ле-Пон-де-Се (фр. Les Ponts-de-Cé) — коммуна на западе Франции, регион Пеи-де-ла-Луар, департамент Мен и Луара, округ Анже, кантон Ле-Пон-де-Се. Пригород Анже, примыкает к нему с юга, в 3 км от автомагистрали А87. Расположена на обоих берегах реки Луара
Население (2020) — 12 589 человек.

## История
В 869 году король Карл Лысый построил в Пон-де-Се укрепленный мост, чтобы пресечь нападение викингов на юг от Луары. В XV веке король Людовик XI часто останавливался в Пон-де-Се. В это время герцог Бретани Франциск II, чтобы сохранить свою независимость, вступил в союз с врагами Французского королевства, в первую очередь с герцогом Бургундским Карлом Смелым. Для короля замок Пон-де-Се был идеальным местом для контроля над теми, кто проезжал через Луару в Бретань и обратно. Он прибыл сюда 29 августа 1472 года, заняв ранее пограничные города Ансени и Пуансе, в результате чего Франциск II отказался от своего намерения продолжать войну с Францией.
7 августа 1620 года произошла битва при Пон-де-Се, известная также как «забава Пон-де-Се», между сторонниками короля Людовика XIII и его матери Марии Медичи, стремившейся вернуть себе власть после того, как король отстранил ее от регентства тремя годами ранее. Из-за дезертирства основных военачальников армия королевы-матери осталась без командования перед битвой, и королевской армии не составило большого труда разгромить ее, превратив избиение пехотинцев в «забаву».
Во время Вандейского мятежа республиканцы расстреляли здесь от 1500 до 1600 заключенных в период с 27 декабря 1793 года по середину января 1794 года.

## Достопримечательности
- Шато Пон-де-Се XIII-XV веков
- Шато Риве XV века
- Церковь Святого Альбина XI века, восстановленная после сильного пожара в 1975 году
- Мост Дюмнак через Луару 1846-1849 годов

## Экономика
Структура занятости населения:
- сельское хозяйство — 4,6 %
- промышленность — 8,5 %
- строительство — 7,3 %
- торговля, транспорт и сфера услуг — 42,1 %
- государственные и муниципальные службы — 37,5 %

Уровень безработицы (2019) — 13,6 % (Франция в целом — 12,9 %, департамент Мен и Луара— 11,9 %). 

Среднегодовой доход на 1 человека, евро (2020) — 22 650 (Франция в целом — 22 400, департамент Мен и Луара — 21 790).

## Демография
Динамика численности населения, чел.

## Администрация
Пост мэра Ле-Пон-де-Се с 2018 года занимает Жан-Поль Павийон (Jean-Paul Pavillon). На муниципальных выборах 2020 года возглавляемый им левый список победил в 1-м туре, получив 89,67 % голосов.
| Период | Период | Фамилия           | Партия                         | Примечания                                                                                      |
| ------ | ------ | ----------------- | ------------------------------ | ----------------------------------------------------------------------------------------------- |
| 1971   | 1977   | Поль Кериэль      |                                |                                                                                                 |
| 1977   | 2001   | Ги Пуарье         | Союз за французскую демократию | врач, вице-президент Генерального совета департамента, член Регионального совета Пеи-де-ла-Луар |
| 2001   | 2008   | Пьер-Андре Ферран | Союз за народное движение      | врач                                                                                            |
| 2008   | 2018   | Жоэль Биго        | Социалистическая партия        | учитель, сенатор                                                                                |
| 2018   |        | Жан-Поль Павийон  | Социалистическая партия        | преподаватель, член Совета департамента                                                         |

## Галерея

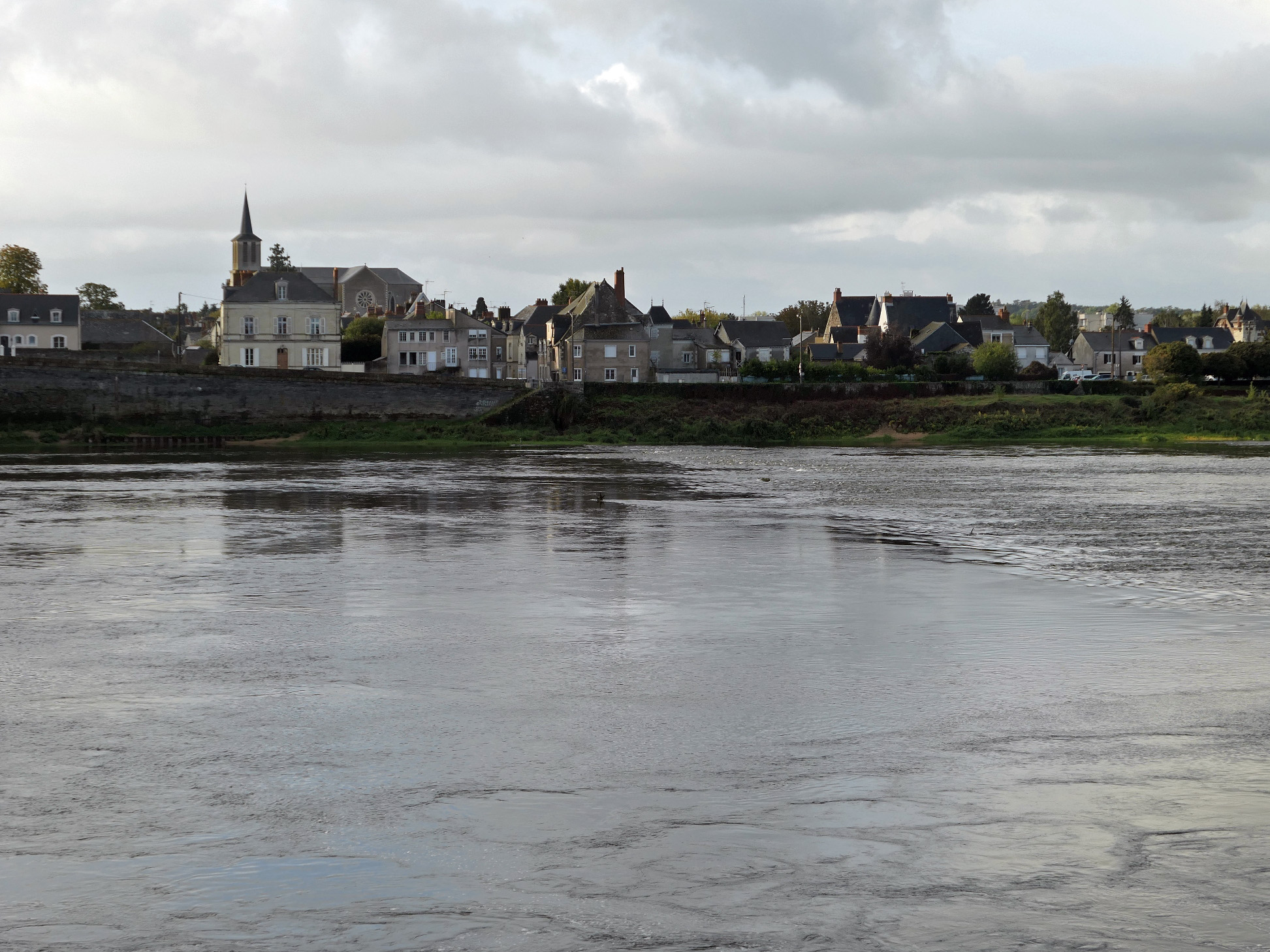
Вид на коммуну с Луары
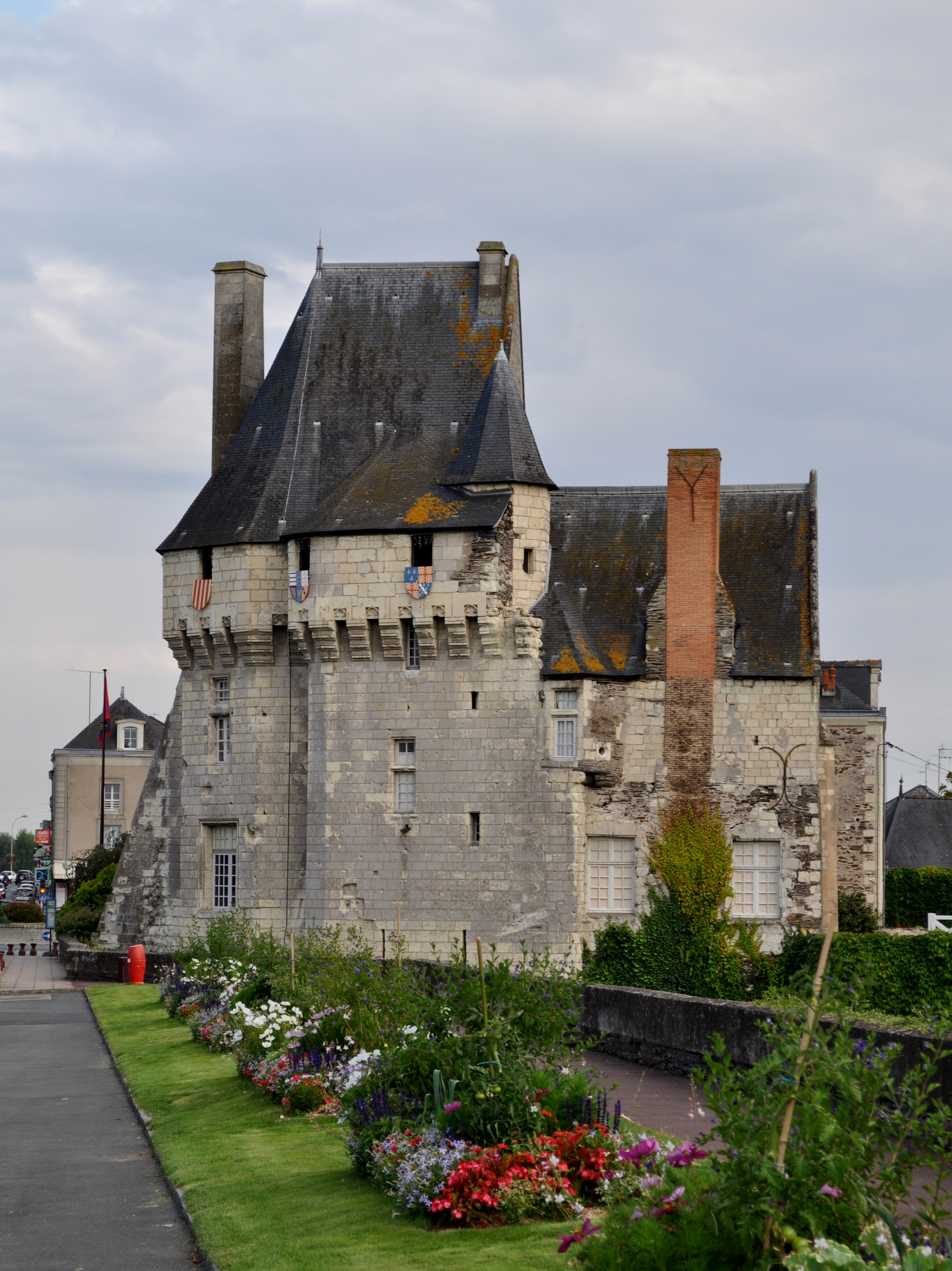
Шато Пон-де-Се
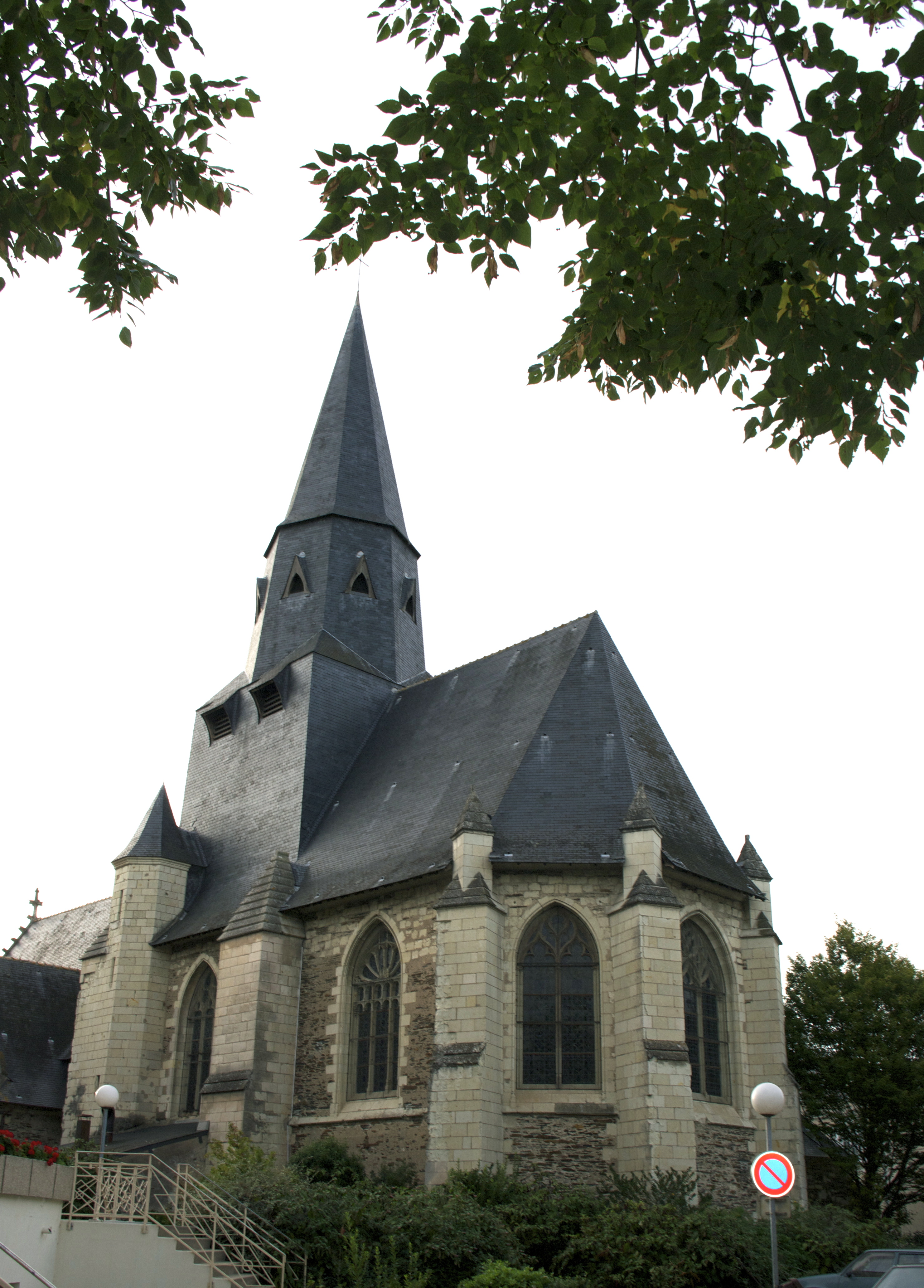
Церковь Святого Альбина